# Congo Belga
El Congo Belga fue el territorio administrado por el Reino de Bélgica en África desde el 15 de noviembre de 1908, cuando se estableció tras fuertes presiones internacionales causadas por el duro régimen de gobierno que ejerció Leopoldo II de Bélgica. El 30 de junio de 1960 se independizó con el nombre de República del Congo, cambiado luego a República Democrática del Congo.
Las riquezas abundantes (caucho, marfil, minas, etcétera) del Congo incitaron a la corona y a las compañías concesionarias a emprender una explotación brutal de su población. Entre 1880 y 1926, la población congoleña disminuyó a la mitad. Algunos historiadores designan este período como un «holocausto olvidado».

## Antecedentes
En 1885, en la Conferencia de Berlín se estableció en la zona, el denominado Estado Libre del Congo, un dominio colonial africano propiedad privada del rey Leopoldo II de Bélgica, quien desde ese momento lo administró de forma privada hasta 1908, cuando el territorio fue cedido a Bélgica.
George Washington Williams era un ciudadano occidental de raza negra que en la década de los 1880 se interesó por el proyecto del rey de los belgas, Leopoldo II, sobre la creación de un estado libre en el Congo. Después de acudir a dicho lugar en 1890 y conocer las atrocidades que se perpetraban contra los nativos de la zona, dedicó sus esfuerzos para dar a conocer la situación en Estados Unidos y fue el primer occidental en denunciar los hechos. Fue famosa su misiva al rey titulada Carta abierta a Su Serena Majestad Leopoldo II, Rey de los Belgas y Soberano del Estado Independiente del Congo, donde denunciaba las atrocidades que se cometían y el trato brutal e inhumano que se daba a los pobladores, denunciando igualmente al afamado explorador y periodista Henry Morton Stanley, contratado por el rey en el Congo. Incluso llegó a pedir la creación de una comisión que investigara los hechos. Durante el viaje de regreso a Estados Unidos falleció en el barco que lo transportaba durante su escala en Inglaterra.
Durante el período en que fue administrado por Leopoldo II, el territorio fue objeto de una explotación sistemática e indiscriminada de sus recursos naturales (especialmente el marfil y el caucho), en la que se utilizó exclusivamente mano de obra indígena en condiciones de esclavitud. Para mantener su control sobre la población nativa, la administración colonial instauró un régimen de terror en el que fueron frecuentes los asesinatos en masa y las mutilaciones; los abusos más comunes era el corte de las manos a la altura de las muñecas. Las manos cercenadas se volvieron tan comunes que los capataces y negreros las usaban como moneda informal. Debido a esto y otros factores relacionados, hubo un elevadísimo número de víctimas mortales: aunque es imposible realizar cálculos exactos, la mayoría de los autores mencionan cifras de entre cinco y diez millones de muertos.
A partir de 1900, la prensa europea y la estadounidense comenzaron a informar sobre las dramáticas condiciones en que vivía la población nativa del territorio. Las maniobras diplomáticas y la presión de la opinión pública consiguieron que el rey belga renunciase a su dominio personal sobre el Congo, que pasó a convertirse en una colonia de Bélgica, bajo el nombre de Congo Belga.

## Época colonial (1908-1960)
Leopoldo II renunció a estas propiedades personales (el estado libre del Congo), principalmente por la presión internacional que recibió a causa de la brutalidad con la que reinaba dicho territorio. La anexión del territorio a Bélgica fue formalizada por medio de un tratado firmado el 15 de noviembre de 1908, que fue aprobado por el Parlamento belga en agosto y por el rey en octubre de 1909. La colonia fue administrada por un gobernador general con base en Boma, ayudado por varios subgobernadores generales. En Bruselas, había un ministro colonial, que presidía sobre el Consejo Colonial compuesto por catorce miembros, de los cuales ocho eran designados por el rey, tres eran escogidos por el Senado y otros tres por la Cámara de Diputados (cámara baja). La colonia fue dividida en 15 distritos administrativos. El presupuesto colonial era analizado y aprobado anualmente por el Parlamento belga.
Cuando el Gobierno belga tomó la administración de manos del rey Leopoldo II, la situación en el Congo mejoró de manera significativa. Los cambios económicos y sociales transformaron el Congo en una "colonia modelo". Se construyeron tanto escuelas primarias y secundarias como hospitales, y muchos congoleños tuvieron acceso a ellos. En las escuelas se llegó al punto de enseñar los idiomas étnicos, una rareza en la educación colonial de aquella época. Los médicos lograron grandes victorias contra la enfermedad del sueño (la erradicaron). Había un puesto médico en cada aldea y, en ciudades más grandes, las personas tuvieron acceso a hospitales bien equipados. La administración continuó con las reformas económicas mediante la construcción de vías férreas, puertos, caminos, minas, plantaciones y áreas industriales, entre otras.

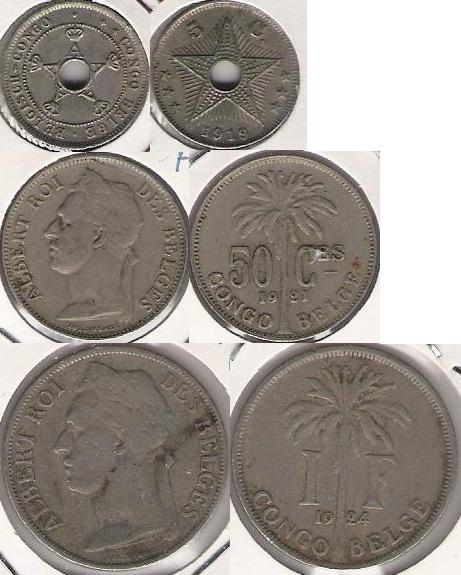
Monedas de 5 céntimos, 50 céntimos y 1 franco con el retrato del rey Alberto I de Bélgica. Estas monedas se acuñaron en 1919, 1921 y 1924, respectivamente.

Pero la administración belga ha sido caracterizada como un colonialismo de corte paternalista. El sistema de enseñanza fue dominada por la Iglesia católica y también por iglesias protestantes, los planes de estudio reflejaban la religión cristiana y los valores occidentales. Por ejemplo, en 1948, el 99,6 % de los establecimientos educativos estaban controlados por misiones cristianas. La enseñanza brindada a los nativos era principalmente religiosa y vocacional. Los niños aprendían a leer y escribir, y ciertas nociones de matemáticas, pero eso era todo. El paternalismo belga se encuentra muy bien representado en la historieta Tintín en el Congo.

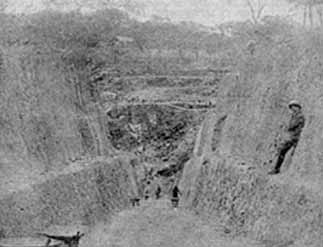
Explotación de uranio en la mina Shinkolobwe

La administración política quedó bajo el control total de la "madre patria"; no había instituciones democráticas locales. El puesto de jefe de Estado era ejercido por el rey de Bélgica (que, ya por esa época no tenía ninguna influencia política). El gobierno belga controló el país, pero las acciones del gobierno cotidiano eran llevadas a cabo por el gobernador general, que era designado como un administrador colonial por el gobierno.
Además del paternalismo de los belgas, había una especie de apartheid, ya que existían numerosas limitaciones y restricciones sobre los nativos.
En 1952, el Gobernador General Léon Antoine Marie Petillon escribió al Secretario Colonial, diciendo que si no se hacía nada para mejorar la situación en el Congo, Bélgica perdería su colonia más rica. Él proponía otorgarle a la población nativa mayores derechos civiles, inclusive el derecho al voto. El gobierno belga se opuso a esta propuesta diciendo que "solo desestabilizaría la región". En Bélgica, algunos diputados querían incorporar el Congo al Reino de Bélgica; de esta manera, los nativos congoleños se convertirían en ciudadanos belgas y, por lo tanto, tendrían plenos derechos civiles en Bélgica. Sin embargo, Bélgica no estaba interesada en su colonia, y el gobierno nunca tuvo una visión estratégica de largo plazo acerca del Congo. No obstante, se introdujeron algunos cambios políticos internos, que resultaban complicados por rivalidades étnicas entre la población nativa.
El Congo belga fue uno de los mayores exportadores de uranio para Estados Unidos durante la Segunda Guerra Mundial y la Guerra Fría; la mayor cantidad extraída especialmente de la mina de Shinkolobwe. Cabe destacar que en la década de 1950 aún subsistían trabajos forzados en el Congo y la esperanza de vida no alcanzaba los 40 años de edad.

## Rebelión nacionalista
Las semillas de los infortunios posteriores a la independencia del Congo fueron sembradas a finales de los años cincuenta mediante dos formas muy diferentes de nacionalismo. El movimiento nacionalista al que las autoridades belgas hasta cierto punto, hicieron la vista gorda, promovía un nacionalismo territorial en donde el Congo belga se convertiría en un solo estado político después de la independencia. En contraposición, la otra postura era que el nacionalismo tuviera una base étnica-religiosa y regional; esta posición rápidamente ganó adeptos en los territorios de Bakongo en la costa del oeste, en Kasai y en Katanga.
A principios de la década de 1950, estos movimientos nacionalistas emergentes aumentaron las presiones sobre Bélgica para transformar al Congo belga en un estado autónomo. Bélgica había ratificado el artículo 73 de la Carta de las Naciones Unidas, que recomendaba la autodeterminación de los pueblos, y las superpotencias presionaban a Bélgica para que modificara su política en el Congo. El gobierno belga hizo oídos sordos a este pedido. Sin embargo, el profesor belga Antoine van Bilsen, en 1955, publicó un tratado llamado "Plan de treinta años para la emancipación política del África belga". El plan estaba basado en que la emancipación gradual del Congo insumiría un período de treinta años, ya que Van Bilsen pensaba que ese era el tiempo requerido para crear una élite educada que pudiera reemplazar a los belgas en la administración del país. El gobierno belga y muchos "évolués" (católicos autóctonos) desconfiaban del plan, el gobierno belga porque significaba su renuncia definitiva al Congo, y los "évolués" ya que el gobierno por parte de los belgas se extendería por otras tres décadas. Sin embargo, un grupo de "évolués" dio su apoyo al plan mediante un manifiesto en un diario congoleño titulado Conscience Africaine, siendo su único punto de desacuerdo la cantidad de participación congoleña nativa.

### Movimiento Nacional Congoleño
En paralelo se gestó el Mouvement National Congolais (que fue fundado técnicamente en 1956). El MNC fue dirigido por Patrice Lumumba, el carismático futuro primer ministro, el MNC apoyaba la idea de un solo país independiente que cubriera la totalidad del territorio del Congo. El partido rápidamente se difundió y estableció en cuatro provincias (el territorio del Congo tenía seis provincias en esa época). En 1959, se produjo una división interna impulsada por Joseph Kalonji y otros líderes del MNC que apoyaban una postura política más moderada (el grupo que se separa fue conocido como Mouvement National Congolais-Kalonji). A pesar de la divergencia de la organización del partido, la facción izquierdista de Lumumba (ahora llamado el Mouvement National Congolais-Lumumba) y el MNC se habían erigido en el partido más importante e influyente del Congo Belga. Bélgica se opuso vehementemente a las posturas izquierdistas de Lumumba, estando sumamente preocupada sobre cuál sería el impacto que sobre los intereses financieros belgas tendría la asunción al poder del MNC-Lumumba. Sin embargo, el MNC ganó con una mayoría clara en las primeras elecciones independientes del Congo y Bélgica fue forzada a reconocer a Lumumba como primer ministro.

### 1959 y 1960 hacia la última etapa de la independencia
A continuación de los disturbios de Léopoldville en marzo de 1959 y la encarcelación de Kasavubu, en 1959 inicialmente se legalizan todos los partidos congoleños, y se realizan elecciones generales en el Congo. La actividad electoral dio origen a todo tipo de acuerdos entre los partidos congoleños de los cuales surgieron tres alianzas políticas: una coalición de los nacionalistas federales que consistía en seis partidos u organizaciones separatistas, dos de ellos la formaban el ABAKO y el MNC-Kalonji, la segunda era el MNC-Lumumba, y la tercera fuerza era la encabezada por el hombre fuerte de Katanga, Moise Tshombe, consciente de la vitalidad económica de su área y los intereses del negocio de la Unión Minera (similar a la posición de Kalonji con respecto a las minas de diamante en Kasai). En 1960, se convocó a una ronda de conversaciones en Bruselas que tuvo lugar entre el 20 de enero y el 20 de febrero. Los representantes congoleños y belgas acordaron los pasos para realizar elecciones en todo el país antes de concluir el año. En mayo se llevaron a cabo las elecciones legislativas y provinciales que definieron nuevas alianzas (el alto nivel de votos que registró ABAKO) de lo que se negoció un compromiso: que Joseph Kasavubu fuera elegido como Presidente por el Parlamento y que Lumumba ocupara el cargo de primer ministro.

## Gobernadores de la colonia
1. Baron Krieger (1908–1912)
2. Felix Alexandre Fuch (1912–1916)
3. Eugene Joseph Marie Henry (1916–1921)
4. Maurice Eugene Auguste Lippens (1921–1923)
5. Martin Joseph Marie René Rutten (1923–1927)
6. Auguste Constant Tilkens (1927–1934)
7. Pierre Marie Joseph Ryckmans (1934–1946)
8. Eugène Jacques Pierre Louis Jungers (1946–1951)
9. Léon Antoine Marie Petillon (1951–1958)
10. Henri Arthur Adolf Marie Christopher Cornelis (1958–1960)

## Relaciones contemporáneas entre el Congo y Bélgica

### Solicitudes de descolonización del espacio público
Ha habido varias propuestas para retirar las estatuas del espacio público. Estas reivindicaciones de descolonización del espacio público aparecen en Bélgica ya en 2004 en Ostende, donde la mano de uno de los "congoleños agradecidos" representados en el monumento de Leopoldo II es cortada para denunciar las exacciones del rey en el Congo, y ya en 2008 en Bruselas, donde un activista llamado Théophile de Giraud cubre la estatua ecuestre de Leopoldo II con pintura roja.
Estas acciones se intensificaron durante los años 2010 con la aparición de grupos de acción, la publicación de artículos en los periódicos y, finalmente, el asunto del busto del "General Tormenta".
El punto culminante se alcanza en 2020 a raíz de las manifestaciones contra el racismo y la violencia policial tras la muerte de George Floyd, asesinado por la policía el 25 de mayo de 2020 en Mineápolis (Estados Unidos). El 4 de junio de 2020, los partidos mayoritarios de la Región de Bruselas-Capital presentaron una resolución destinada a descolonizar el espacio público de la región de Bruselas y luego iniciaron una ola de secuestros y degradaciones de estatuas, como las estatuas de Leopoldo II en la Universidad de Mons, Ekeren, Bruselas, Auderghem, Ixelles y Arlon, o el busto del rey Balduino frente a la catedral de los Santos Miguel y Gudule en Bruselas.

Persistencia de los monumentos coloniales en el espacio público
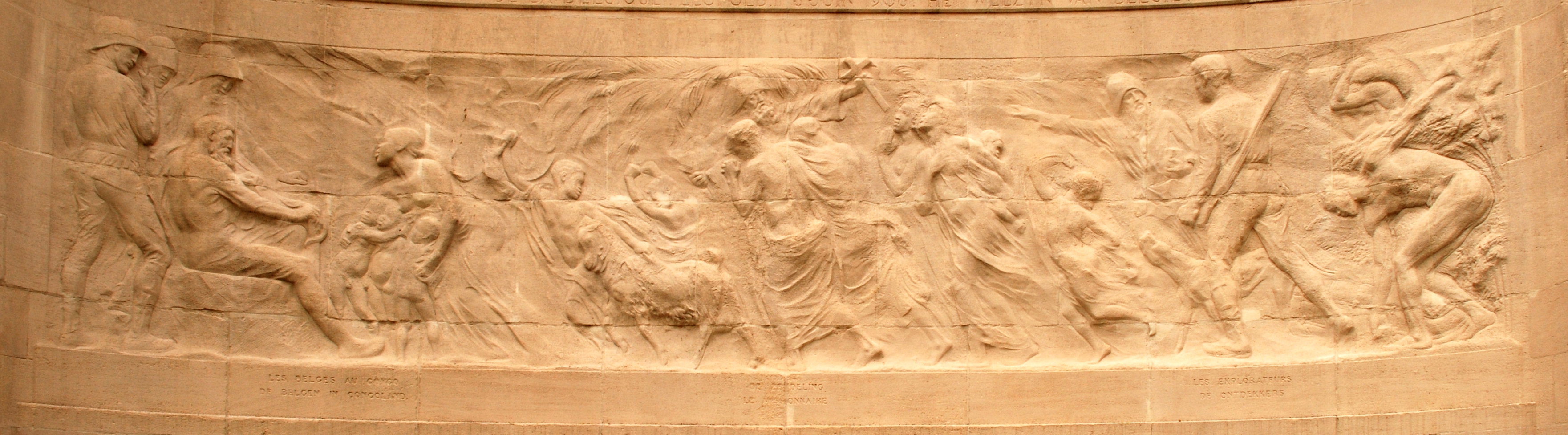
Friso « Los belgas en el Congo » (Monumento a los pioneros belgas en el Congo, Parque del Cincuentenario, Bruselas).
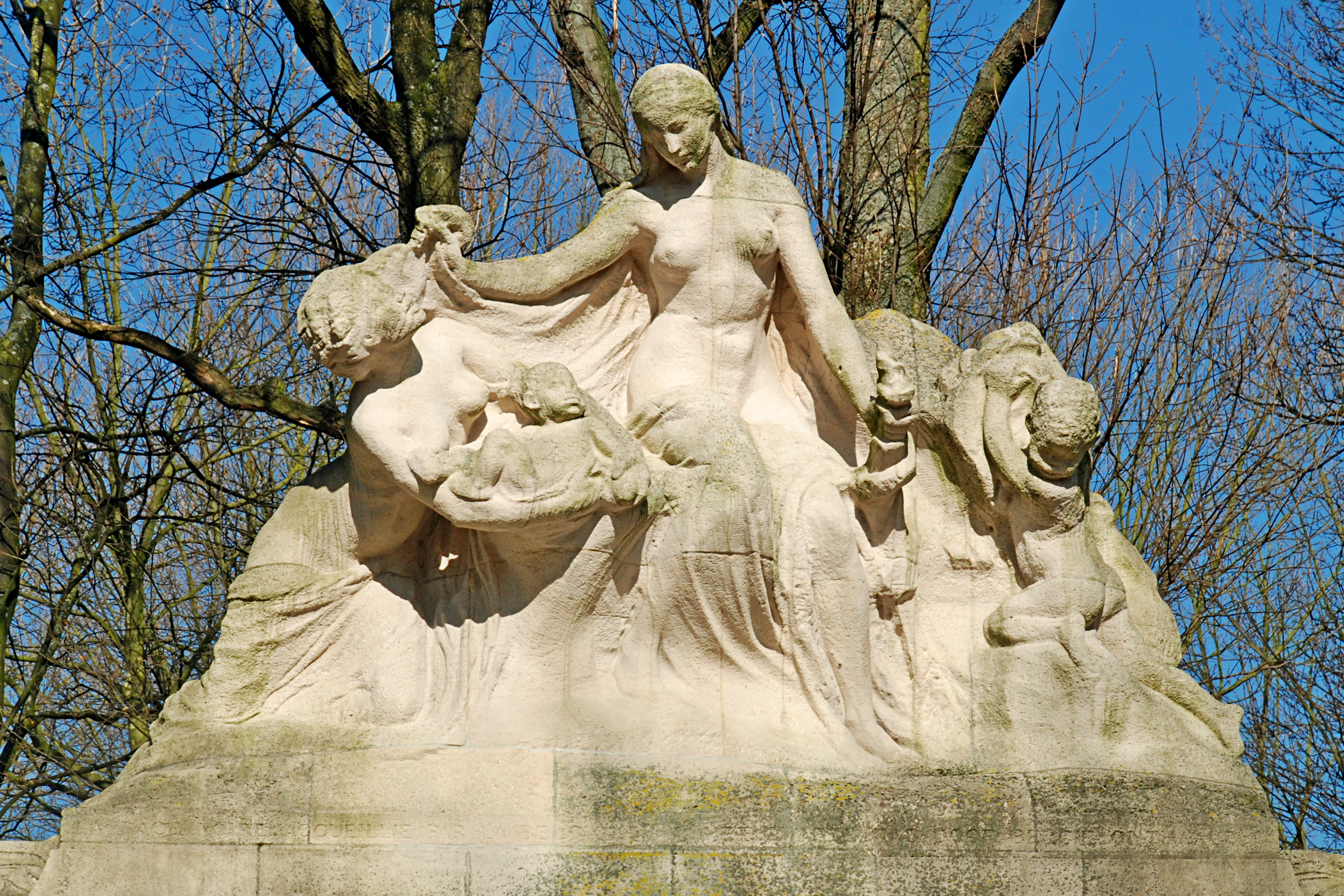
« La raza negra acogida por Bélgica » (Monumento a los pioneros belgas en el Congo, Cincuentenario, Bruselas).
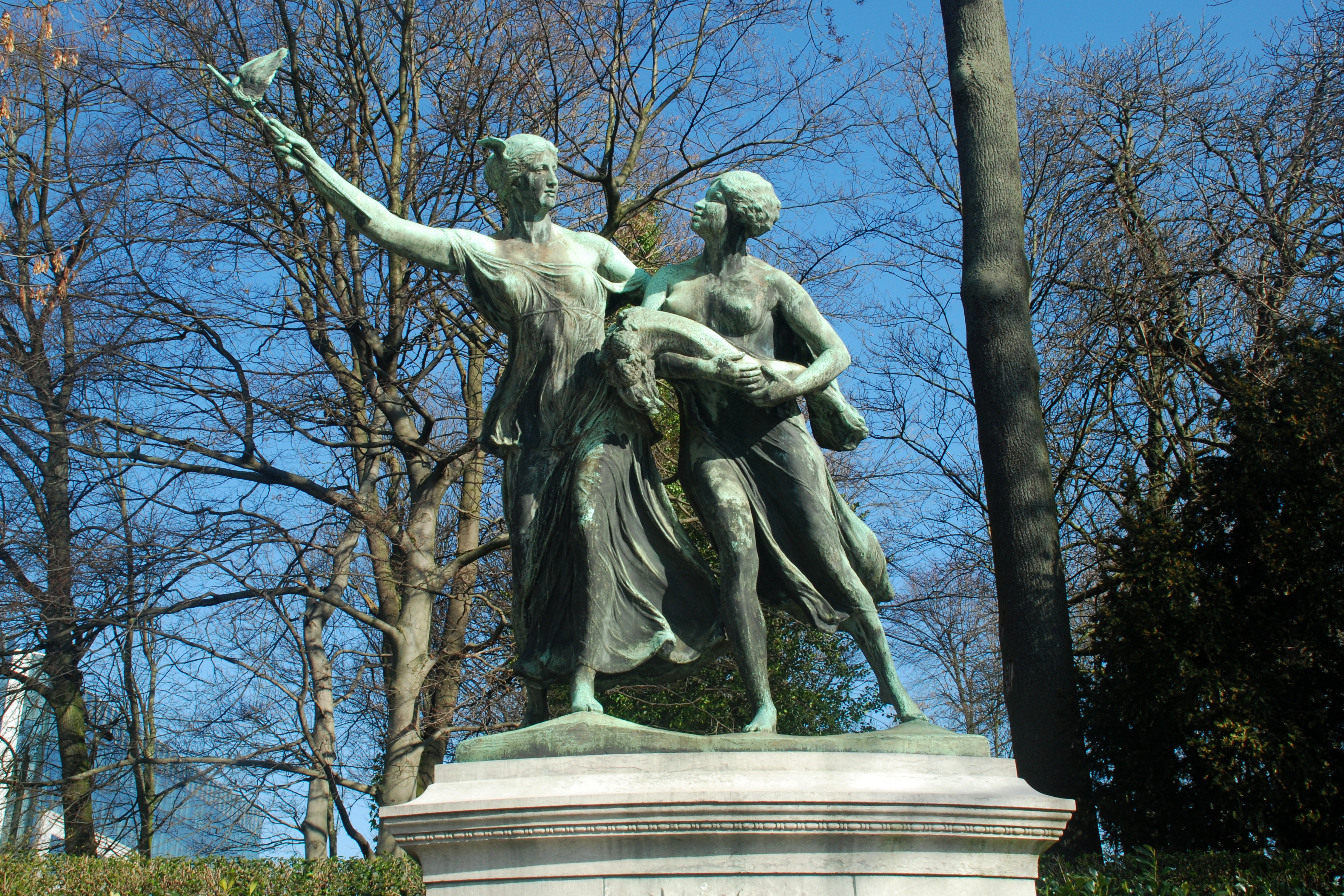
« El genio belga guiando al Congo » (Monument General Thys, Cincuentenario, Bruselas).

### Lamentaciones reales
El 30 de junio de 2020, el Rey Felipe expresó su pesar por el reinado de Leopoldo II y luego de Bélgica en el Congo en una carta al Presidente del Congo.